# Emil Habíbí
Emil Habíbí nebo Emile Habibi (hebrejsky: אמיל חביבי, Emil Chabibi, arabsky: إميل حبيبي, 28. ledna 1922 Haifa – 2. května 1996 Nazaret) byl palestinský spisovatel, politik a poslanec Knesetu za strany Maki a Rakach.

## Biografie
Narodil se v Haifě. Vystudoval střední školu. V roce 1939 pracoval v haifské rafinérii. V letech 1942–1943 byl hlasatelem rozhlasové stanice v Jeruzalémě. Psal povídky a novely. V roce 1990 získal literární cenu Al Kuds udělovanou OOP. V roce 1992 mu byla udělena Izraelská cena za arabsky psanou literaturu.

## Politická dráha
V roce 1941 se zapojil do Komunistické strany Palestiny. V letech 1943–1945 vydával v Jeruzalémě list el-Džid. V roce 1944 spoluzakládal organizaci Liga pro národní osvobození. V Haifě v roce 1946 vydával týdeník el-Machmaz. V roce 1948 se připojil k Izraelské komunistické straně (Maki) a byl zvolen do jejího ústředního výboru.
V izraelském parlamentu zasedl poprvé po volbách v roce 1951, do nichž šel za komunistickou stranu Maki. Stal se členem výboru pro ústavu, právo a spravedlnost, výboru pro veřejné služby a výboru pro záležitosti vnitra. Za Maki byl zvolen i ve volbách v roce 1955. Nastoupil jako člen do parlamentního výboru pro veřejné služby a výboru pro záležitosti vnitra. Ve volbách v roce 1959 zvolen nebyl. Poslancem se stal až po volbách v roce 1961, opět na kandidátce Maki. Mandát ale získal až dodatečně, v říjnu 1961, jako náhradník. Byl členem výboru pro veřejné služby a výboru pro záležitosti vnitra. Na konci volebního období se strana Maki rozpadla a Habibi přešel v roce 1965 do nové komunistické strany Rakach, přičemž se stal členem jejího politbyra. Úspěšně za ni kandidoval ve volbách v roce 1965. Byl členem výboru pro veřejné služby a výboru House Committee. Zvolen byl za Rakach i ve volbách v roce 1969. Stal se opět členem výboru pro veřejné služby a výboru House Committee. Na poslanecký mandát rezignoval v únoru 1972.
V letech 1972–1989 vydával list Al-Ittihad (Jednota). Roku 1989 odešel ze strany Rakach.

## Památka
V prosinci 2003 byla na jeho počest vydána v Izraeli poštovní známka o nominální hodnotě 4,9 šekelů.